# Ключевая улица (Москва)
Ключева́я улица (название с 1965 года, перенесено на новую улицу в 1985 году) — улица в Южном административном округе города Москвы на территории района Братеево.
Улица с 1 декабря 2016 года становится дополнительной территориальной зоной организации платных городских парковок в границах города Москвы.

## Расположение
Ключевая улица начинается от улицы Борисовские Пруды и пересекает Братеевскую улицу, затем делает полукруг, меняя направление с южного на северное и заканчивается переходом в Братеевскую улицу.
Нумерация домов ведётся от улицы Борисовские Пруды.

## История
Улица названа по бывшим здесь родникам — ключам. Названа 12 июня 1985 года (согласно Решению Исполнительного комитета Московского городского Совета народных депутатов № 1895 от 12 июня 1985 года) (бывший проектируемый проезд № 5399). Этим же решением была упразднена одноименная улица бывшей деревни Братеево (до 18 февраля 1966 года — улица Слободка). Первоначально улица располагалась между улицей Борисовские Пруды и Братеевской улицей. В 2018 году к ней присоединили проектируемый проезд № 5431.

## Здания и сооружения

### по нечётной стороне
нет

### по чётной стороне
- Дом 2/24 — жилой дом.
- Дом 4, корпус 1 — жилой дом.

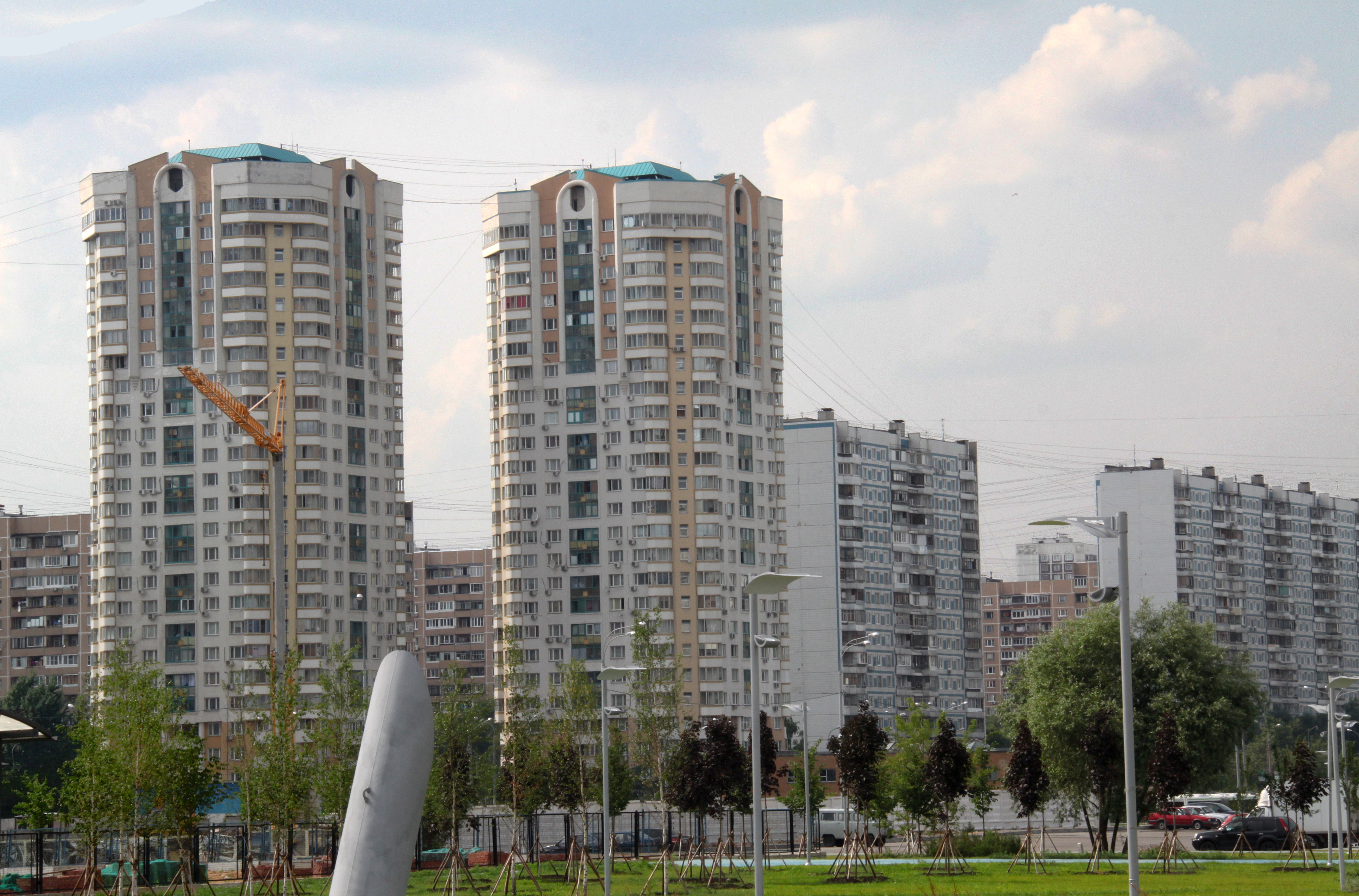
Дома на Ключевой улице.

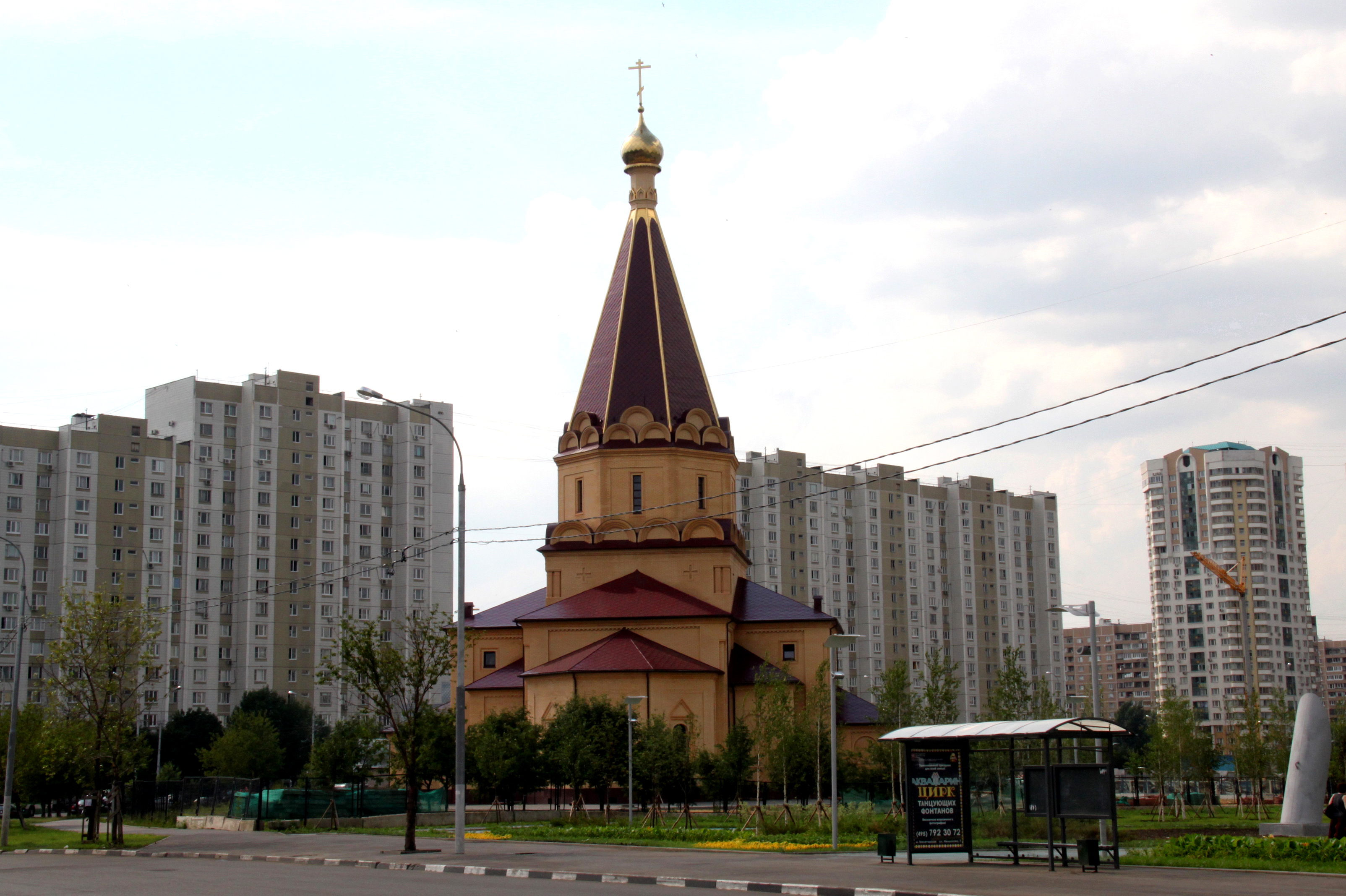
Церковь Усекновения главы Иоанна Предтечи на Ключевой.

- Дом 4, корпус 2 — ЮАО Братеево № 23 РЭУ, ЮАО Братеево, Инженерная Служба ОДС-118.
- Дом 4, корпус 1 — жилой дом.
- Дом 6, корпус 1 — ТЦ «Братеевский» (ранее — ТЦ «Столица»).
- Дом 6, корпус 2 — школа № 867.
- Дом 8, корпус 1 — жилой дом, супермаркет «Супер Лента».
- Дом 8, корпус 2 — жилой дом.
- Дом 8, корпус 3 — детский сад № 1554.
- Дом 10, корпус 2 — жилой дом, Библиотека № 258 ЮАО, ЮАО Братеево, Инженерная Служба ОДС-119.
- Дом 10, корпус 4 — детский сад № 1552.
- Дом 12, корпус 1 — жилой дом, магазин «Красное&Белое».
- Дом 16/29 — жилой дом, магазин «Атак».
- Дом 18 — жилой 25-этажный дом (на фото в центре)
- Дом 18а — Храм Усекновения Главы Иоанна Предтечи в Братееве (находится на нечётной стороне улицы)
- Дом 20 — жилой 25-этажный дом (на фото слева)
- Дом 22, корпус 1 — жилой дом, Управление социальной защиты района «Братеево».
- Дом 24, корпус 1 — жилой дом.
- Дом 24, корпус 2 — жилой дом.

## Транспорт

### Метро
Недалеко от Ключевой улицы расположен южный выход станции Замоскворецкой линии метро «Алма-Атинская», которая была открыта 24 декабря 2012 года.
В 1.3 км на юго-запад от начала улицы также есть станция Люблинско-Дмитровской линии метро «Борисово».

### Автобусные маршруты
- все участки улицы:

| 887: | Алма-Атинская • Шипиловская • Домодедовская • Тамбовская улица |

«→» — остановки проходятся только при движении в прямом направлении; «←» — остановки проходятся только при движении в обратном направлении.
- только участок от Братеевской улицы:

| с827: | Алма-Атинская • Борисово • Москворечье • Ереванская улица      |
| 864:  | Алма-Атинская • Борисово                                       |
| 887:  | Алма-Атинская • Шипиловская • Домодедовская • Тамбовская улица |

«→» — остановки проходятся только при движении в прямом направлении; «←» — остановки проходятся только при движении в обратном направлении.

## Происшествия
8 сентября 2008 года около 200 жителей района Братеево перекрыли движение по улице в знак протеста против закрытия единственного (на тот момент) в районе рынка «Дарья-СТ». По мнению участников акции, решение о ликвидации рынка местные власти приняли без учёта мнения жителей. Рынок в Братеево был закрыт из-за строительства по соседству торгового комплекса «Ключевой».
По мнению же районных властей, перекрытие улицы было провокацией. По мнению А. Орешкина, тогдашнего главы управы Братеево, в пикете не участвовали ни жители Братеево, ни продавцы с районного рынка.

## Объекты, названные в честь улицы

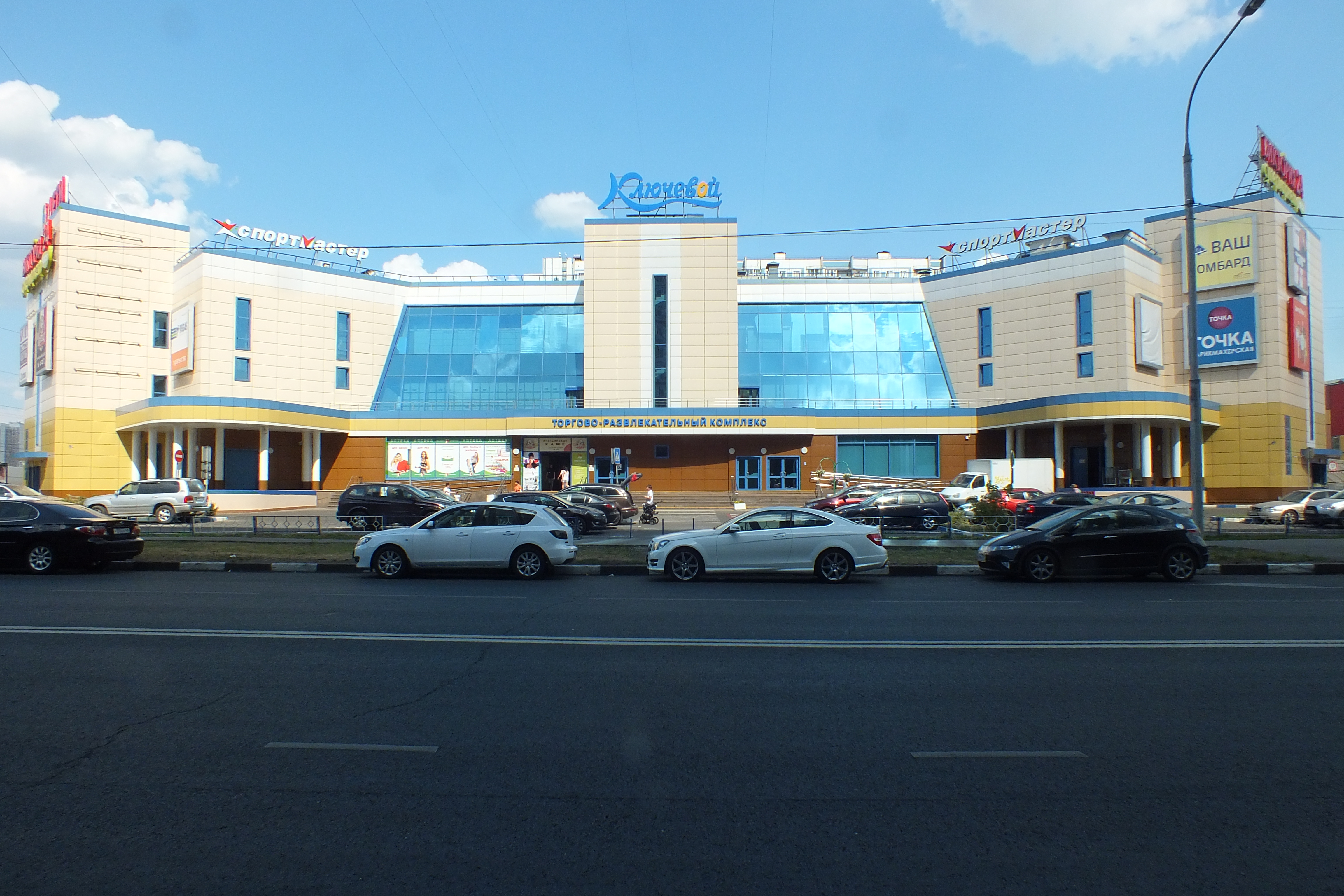
Торгово-развлекательный центр «Ключевой»

По Ключевой улице назван торгово-развлекательный центр «Ключевой», расположенный около улицы Борисовские пруды, между улицами Ключевая и Паромная. Адрес — улица Борисовские пруды, дом 26, вл. 2.